# Rob Dyson

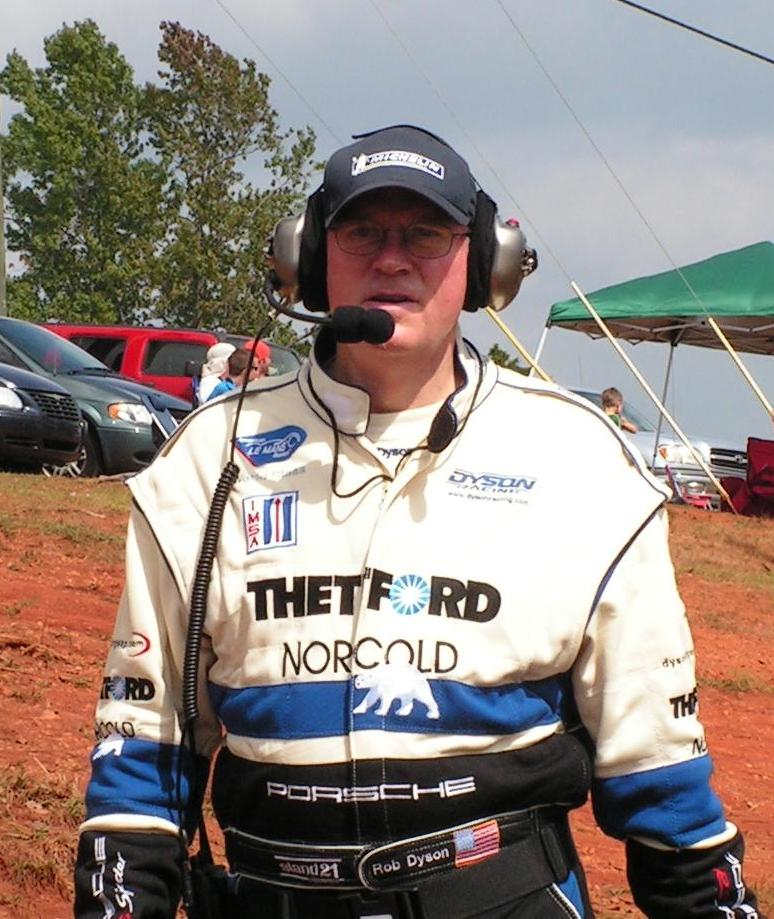
Rob Dyson 2011 beim Petit Le Mans

Robert Richard „Rob“ Dyson (* 21. Juni 1946) ist ein ehemaliger US-amerikanischer Autorennfahrer und Rennstallbesitzer, sowie der Vater von Chris Dyson. 

## Karriere im Motorsport
Rob Dyson begann seine Karriere als Fahrer 1974 auf einem Datsun 510 in der SCCA. 1981 gründete er mit Dyson Racing einen eigenen Rennstall und begann mit dem professionellen Motorsport. In den ersten Jahren fuhr er mit einem Datsun 200SX und danach einen Pontiac Firebird in der IMSA-GTP-Serie. Seinen ersten Gesamtsieg feierte er beim 6-Stunden-Rennen von Riverside 1986. Sein Partner im Porsche 962 war Price Cobb. In den frühen 1990er-Jahren wurde er zu einem der Spitzenfahrer der Serie.
1995 erwarb er das erste Riley & Scott Mk III-Fahrgestell. Mit diesem Rennwagenmodell gewann sein Rennteam insgesamt 36 Sportwagenrennen. Dyson fuhr mit dem Wagen in der American Le Mans Series und dreimal beim 12-Stunden-Rennen von Sebring. Dyson bestritt bis zum Ablauf der Saison 2007 Autorennen und konzentrierte sich dann auf die Funktion des Teamchefs seines Rennteams. Sein größter Erfolg als Fahrer war der Gesamtsieg beim 24-Stunden-Rennen von Daytona 1997.

## Statistik

### Le-Mans-Ergebnisse
| Jahr | Team              | Fahrzeug     | Teamkollege | Teamkollege | Platzierung | Ausfallgrund |
| ---- | ----------------- | ------------ | ----------- | ----------- | ----------- | ------------ |
| 1986 | Liqui Moly Equipe | Porsche 956B | Price Cobb  | Mauro Baldi | Rang 9      |              |

### Sebring-Ergebnisse
| Jahr | Team                   | Fahrzeug              | Teamkollege      | Teamkollege  | Platzierung | Ausfallgrund |
| ---- | ---------------------- | --------------------- | ---------------- | ------------ | ----------- | ------------ |
| 1995 | Dyson Racing           | Riley & Scott Mk III  | Butch Leitzinger | James Weaver | Rang 35     |              |
| 1996 | Dyson Racing           | Riley & Scott Mk III  | John Paul junior | James Weaver | Rang 24     |              |
| 2002 | Dyson Racing Team Inc. | Riley & Scott Mk IIIA | Dorsey Schroeder | Chris Dyson  | Rang 23     |              |

### Einzelergebnisse in der Sportwagen-Weltmeisterschaft
| Saison | Team                 | Rennwagen   | 1   | 2   | 3   | 4   | 5   | 6   | 7   | 8   | 9   |
| ------ | -------------------- | ----------- | --- | --- | --- | --- | --- | --- | --- | --- | --- |
| 1986   | Richard Lloyd Racing | Porsche 956 | MON | SIL | LEM | NÜN | BRH | JER | NÜR | SPA | FUJ |
| 1986   | Richard Lloyd Racing | Porsche 956 | 22  |     |     |     |     |     |     |     |     |